# 老爸老妈的浪漫史
《老爸老媽的浪漫史》（英語：How I Met Your Mother）是美國的一部情境喜劇，於2005年9月19日在哥倫比亞廣播公司電視網首播。此影集的原創克雷格·湯姆士和卡特·貝斯。故事是關於主角泰德·莫斯比在2030年時開始向他的孩子述說他如何與他們的媽媽相遇的過程，故事的其他主角有馬修·艾利克森、羅賓·什貝斯基、巴尼·史廷森和莉莉·艾爾德林。
2014年3月31日播出最後一集（第九季第24集）。

## 演員

### 主要人物
- 喬什·拉德諾（Josh Radnor） 飾演 泰德·莫斯比（Ted Mosby）
- 傑森·席格爾（Jason Segel） 飾演 马修·艾利克森（Marshall Eriksen）
- 科比·斯馬得兒（Cobie Smulders） 飾演 罗宾·什贝斯基（Robin Scherbatsky）
- 尼爾·帕翠克·哈里斯（Neil Patrick Harris） 飾演 巴尼·史廷森（Barney Stinson）
- 艾莉森·漢尼根（Alyson Hannigan） 飾演 莉莉·艾尔德林（Lily Aldrin）
- 鮑勃·薩格（Bob Saget） 飾演 未來的泰德·莫斯比（旁白）

### 常見人物
- 琳德茜·馮塞卡（Lyndsy Fonseca） 飾演 佩妮(Penny)，泰德的女兒（2005 - ）
- 大衛·亨利（David Henrie） 飾演 路克(Luke)，泰德的兒子（2005 - ），根據第九季第十五集，路克是弟弟。
- 馬修·曼尼什（Marshall Manesh） 飾演 蘭吉特（Ranjit），司機，經常載巴尼。（2005 - ）
- 艾許莉·威廉斯（Ashley Williams） 飾演 維多利亞（Victoria），泰德的女友之一（2006 - ）
- 珍妮佛·莫里遜（Jennifer Morrison） 飾演 柔伊（Zoey），泰德的女友之一（2010-2011年）
- 莎拉·查克（Sarah Chalke） 飾演 史黛拉·辛曼（Stella Zinman），泰德的女友之一，皮膚科醫生，曾經與泰德訂婚（2008-2009年）
- 蘿拉·普萊潘（Laura Prepon） 飾演 卡倫（Karen），泰德的初戀女友，泰德時不時會回頭找她。(2009-2010）
- 喬·尼夫斯（Joe Nieves） 飾演 酒保卡爾（Carl）（2005 - ）
- 莎琳·艾莫亞（Charlene Amoia） 飾演 女服務員溫蒂（Wendy）（2005 - ）
- 大衛·柏卡（David Burtka） 飾演 史古德（Scooter），莉莉的高中男朋友（2005 - ）
- 喬·曼加涅洛（Joe Manganiello） 飾演 布拉德（Brad），馬修的法律系同學，曾經跟馬修一起去約會（2006 - ）
- 布萊恩·卡倫（Bryan Callen） 飾演 比爾森（Bilson）巴尼和馬修G&B銀行的上司（2006 - ）
- 泰倫·基勒姆（Taran Killam） 飾演 布勞曼，巴尼和馬修G&B銀行的同事（Blauman）（2006 - ）
- (Nazanin Boniadi) 飾演 諾拉(Nora)，巴尼的女朋友(2011-2012)
- 凱爾·潘(Kal Penn) 飾演 凱文(Kevin)，心理醫生，羅賓的男朋友(2011 - 2012)
- Wayne Brady 飾演 詹姆士·史汀森(James Stinson)，巴尼的同母異父哥哥，黑人同性戀(2006- )
- 弗蘭西絲·康羅伊 Frances Conroy 飾演 羅莉塔·史汀森(Loretta Stinson)，巴尼的母親。(2009 -)
- Matt Boren 飾演 史都華(Stuart)，泰德一夥人的好朋友，與另外一個朋友克羅蒂亞(Claudia)結婚，偶爾會出現夫妻問題。(2006 - )
- Benjamin Koldyke 飾演 唐姆(Don Frank)，主播，跟羅賓一起工作，兩人曾經交往過。(2009 - 2010)
- 克莉絲汀·米利歐提 飾演 "mother" Tracy Mcconnell (2013 第九季)

## 简介

### 第一季
本季讲述2030年的泰德·莫斯比向他的儿女讲述自己是如何遇到孩子们的老妈；在2005年泰德最好的朋友马修·艾利克森决定向同是好友的莉莉·艾尔德林求婚；泰德突然觉得自己马上就要到30岁了，是时候寻找自己的另一半；然而同为好友的巴尼·斯廷森极力反对，但泰德还是决定去寻找自己的另一半，就在这时泰德遇见了罗宾·什贝斯基；泰德坚信她就是自己的另一半，就此泰德的追爱旅程就此展开。
沒錯，泰德就是在這時候被賞了一巴掌的。

### 第二季
泰德和羅賓現在是一對情侶，馬修試圖過著沒有莉莉的生活。莉莉在舊金山時發覺自己不適合當畫家，於是回到紐約，跟馬修重修舊好，在本季結婚了。巴尼某次以「賞巴掌」當作賭注但卻輸了，馬修得以在之後的任何時間掌摑他的臉五次，本季裡馬修一共用掉兩個巴掌。巴尼有一個同性戀的黑人哥哥(Malcolm)，巴尼以為名估價節目主持人鮑勃·巴克是他的父親，於是前往加州參加他的節目。每個人都發現羅賓在90年代初是加拿大的青少年流行歌手，以單曲《Let's Go To The Mall》（讓我們去購物吧）一炮而紅，巴尼看了其音樂錄影帶數百次。
本季的最後，泰德告訴巴尼，他和羅賓因為對婚姻持不一樣的看法，已分手一段時間了，他們沒有告訴任何人，以避免影響莉莉和馬修的婚禮。本季結束時，巴尼對於軒恢復單身感到非常興奮。泰德也在這時候成立了單身哥哥帳號。

### 第三季
羅賓從阿根廷的旅途中跟男友加爾返回紐約，泰德必須適應跟羅賓只能當朋友的生活。馬修和莉莉決定搬出與泰德共住的公寓，愛上一個他們買不起的公寓。馬修得知莉莉因為購物強迫症所留下的不良信用，儘管如此，他們終於還是買下了他們的夢想公寓，卻發現它位置奇差且結構歪斜。巴尼在感恩節當天第三次被賞巴掌，馬修稱之為「Slapsgiving」（巴掌節）。
泰德告訴他的孩子，他透過一把黃色雨傘遇見他們的母親。他參加聖派翠克節的派對後，在酒吧發現了那把傘帶了回家，他未來的妻子也在那個派對裡，但他們並沒有見到面。泰德為了消除他背後的蝴蝶紋身，拜訪了皮膚科醫生史黛拉，且試圖搭訕她，由於史黛拉非常忙碌，泰德便想出一個令人難忘的「兩分鐘的約會」，兩分鐘內包含閒聊、吃飯、看電影、喝咖啡、兜風、晚安吻...所有的行程。巴尼安撫羅賓分手後的痛苦，卻意外的跟她上了床，泰德發現後，決定不再與巴尼做朋友。同時，一個陌生女子開始破壞巴尼對女性下手的計畫，結果這位破壞者是史黛拉診所的接待員艾比（布蘭妮·斯皮爾斯），這麼做是為了報復巴尼跟她上床後卻不再跟她連絡。
本季的最後，泰德和巴尼各自發生車禍，送進醫院，重拾友誼。巴尼對莉莉坦承對羅賓的愛慕之情，而泰德向史黛拉求婚。

### 第四季
史黛拉答應了泰德的求婚。羅賓接下了一個在日本的工作，但很快就辭職了，回到紐約參加泰德的婚禮。史黛拉在婚禮前離開泰德，跟女兒的父親東尼一同離開，展開新生活。對於喜歡羅賓的感覺，巴尼一直都在掙扎，同時他的公司要他接下併購的哥利亞國民銀行的管理職務。
馬修和莉莉搬到新的公寓，並爭論他們是否已經準備好要生小孩。羅賓成為泰德的室友，在巴尼的幫忙下送出她的視頻履歷後，得到一個新聞主播的工作，在凌晨4點播報新聞。泰德發現了巴尼對羅賓的感情，當時，泰德羅賓經常發生關係以避免生活習慣的不同產生的摩擦。
泰德發現了莉莉破壞他多次感情關係的行為，也間接導致他跟羅賓分手。羅賓和泰德談論這件事後，他們的友誼開始邁向一個正面的關係。巴尼終於睡了他的第 200 個女人，是因為童年時受到別人的欺負嘲笑，現在他開始思索未來的生活會是如何，讓他更確定他對羅賓的感情。
泰德在雨天撐著黃色雨傘出門，碰到史黛拉和東尼。東尼後來去拜訪他，對他損失史黛拉感到同情並表示要給他一份建築學教授的工作，但泰德一開始拒絕了。
本季的最後，羅賓發現了巴尼對她的感情，她謹慎地考慮。泰德思考他建築師的志向，最後選擇在大學教授建築學。終曲結束時，泰德正準備教上第一堂課，未來的泰德透露，其中一名課堂上的女子是孩子們的母親。

### 第五季
泰德開始在大學擔任建築系教授，第一堂課時走錯教室，但旁白透露孩子們的母親就在那個教室裡。巴尼和羅賓整個夏天不斷的發生性關係，莉莉把他們鎖在房間裡，迫使他們討論並釐清他們的關係為何，討論之後，他們決定假裝為男女朋友同時維持目前的關係，但是這個關係並不長久，雙方在不久後分手。羅賓形容他們的分手就像是「兩個朋友重新和好」一樣，巴尼立刻回到他的老樣子，用他自創的「玩樂寶典」勾引女性上鉤。
泰德跟一個研究生辛蒂交往，旁白透露她的室友是他未來的妻子。羅賓遇見唐，她的新的主持夥伴，雖然她起初不喜歡他，但後來兩人開始約會，最終同居。本季結尾時，他們分手了，因為唐答應接下一個在芝加哥的主播工作，這個工作是原本羅賓為了跟唐在一起而拒絕的工作。馬修在感恩節時賞了巴尼他的第四個耳光。泰德買了一間極為破亂待整修的房子，後來發現是未來泰德和孩子們的家。
莉莉和馬修討論是否生小孩，但莉莉不是很確定，於是他們決定交給命運決定，只要他們見到了五個人所有的分身後，就試著懷孕。最後，莉莉看到一名男子並相信他是巴尼的分身，雖然其他人並不覺得他跟巴尼長得像，但馬修認為這表示莉莉已經準備好要懷孩子了。

### 第六季
在本季開始，泰德再次遇見辛蒂和他以為是她室友的女孩，但那女孩變成了辛蒂的女朋友，後來還結婚了。在被巴尼刺激後，泰德最終決定再次接受哥利亞國民銀行總部設計的聘雇(此計畫原本在第4季中被終止)。然而，他遭受抗議，當他遇到一個想要保護因為要建立總部而被拆除的老舊旅館阿卡迪亞而和哥利亞國民銀行對抗的女人—柔伊．皮爾遜（珍妮花·摩利遜）。本季中，泰德在柔伊和她有錢的丈夫離婚後成為男女朋友，但他們最終因為泰德領導阿卡迪亞得拆除而分手。
在上季末，莉莉和馬修同意要生小孩，他們努力想要受孕，在接近聖誕節時，他們因為假性懷孕接受了生育檢測。不幸的是馬修的父親過世，馬修試圖振作並重新開始，儘管他承諾莉莉要為了他們的未來更努力工作，但他仍然向哥利亞國民銀行辭職並開始兒時的夢想成為一名環保律師。柔伊還聘請他成為她的律師，為保衛阿卡迪亞做無謂的奮鬥。本季終了時，莉莉透露她已經懷孕了。
巴尼終於承認鮑勃·巴克不是他真正的父親，特別是當他媽媽決定要賣掉他從小住到大的房子以及他哥哥詹姆斯找到自己的生父，羅把巴尼爸爸的資料記在紙上要給巴尼，而巴尼了解到羅有多努力要當好單親媽媽而大哭，在馬修父親的喪禮結束後，巴尼告訴羅他已經準備好要見他父親了。最後巴尼發現杰羅姆惠克特是他的監護人，但巴尼很失望，因為杰羅姆已經不是他小時候所認識活得很隨心所欲的那個人，儘管他試著把他帶回老路，巴尼承認他總有一天想要安定下來。他認識了羅賓的同事諾拉，讓他有不同的感受，雖然兩人沒有繼續下去，但本季最後顯示他們將來可能會再在一起。
羅賓結束在早安紐約!工作，跑去世界瘋新聞!當研究員，而現在的同事發現她過去曾是加拿大流行歌手。當她和泰德出去時她遇到一見鍾情的人，而未來的泰德也暗示這個人之後會更常出現。
在本季第一和最後一集都有顯示泰德會在一個未來婚禮遇到他未來的妻子，在最後一集有提示那可能是巴尼的婚禮。

### 第七季
第七季開始於巴尼和尚未露面的新娘的婚禮。巴尼和泰德回憶起胖奇的婚禮，當時莉莉和馬修宣布他們有孩子了。
在第一季中去德國的維多莉亞和泰德短暫的重逢，並告訴泰德，他和巴尼還有罗宾每天都在一起是行不通的。
泰德終於見到了淫蕩南瓜(The Slutty Pumpkin)由Katie Holmes飾演，但兩人發現回憶和現實是有差距的。
罗宾在這一季與心理治療師凱文約會，巴尼则和諾拉在一起，但兩人在有交往對象的時候和對方上床，最後巴尼和諾拉分手，罗宾則繼續和凱文交往。稍後凱文向罗宾求婚，罗宾因為發現自己沒有辦法懷孕而拒絕，並表明自己這輩子都不想要有小孩而分手。
这一季巴尼也仔细地考虑找一个终生伴侣，他和一名脱衣舞女朗昆恩交往并因她的职业而感到困扰。昆恩为了巴尼决定辞去她的工作。巴尼也在本季的最后一集，用非常精彩的魔术表演来向昆恩求婚，昆恩答应了他。
泰德發現自己還是愛著罗宾，但罗宾很明確的告知泰德她不會愛他，之后罗宾搬出了泰德的公寓。
莉莉在本季诞下了一名男婴并以馬修的父亲的名字馬文為名，馬修已经当上一名爸爸，泰德非常羡慕他们的人生。
最后一集结尾处则公布巴尼婚礼的新娘是罗宾。

### 第八季
泰德在車站跟老太太抱怨，那時他正要去另一間房見新娘。羅賓得知巴尼很鎮定(但巴尼在另一間房被馬修和莉莉拉住以免他從窗戶逃出去)，但她非常緊張，想要從窗戶爬出去，這讓泰德回憶起這是同一扇“進去容易出來難”的窗戶，當初維多利亞逃出來的那一扇。
維多利亞雖然在婚禮上為了泰德逃走，最終還是因為泰德沒有辦法跟羅賓斷絕往來而離開了泰德。巴尼和昆恩本季初訂了婚，但因為發現根本無法信任彼此而分手。之後羅賓也與交往的廚師男友分手。巴尼施計重新贏回羅賓的注意，經過一連串的詭計，他們終於訂婚了。
莉莉接受了一個新工作，打算舉家移往義大利一年。與此同時，馬修成功申請到法官的工作，必須即刻上任。
泰德打算搬去芝加哥，他向莉莉坦承，因為他最愛的人要嫁給他最好的朋友。
五個朋友各自懷著忐忑不安的情緒前往婚禮會場。
最後一集，拿著黃色雨傘和樂器，有著纖細腳踝前往車站購票的女子，經過現實生活的八年，老媽終於露臉了。

### 第九季
羅賓和巴尼搭著蘭吉特的禮車前往會場。而莉莉則和泰德一同開車前往，在和泰德吵架後，莉莉轉搭火車，火車上她因為思念馬修發出奇怪的聲音，被一位黑髮女子安慰，那是莉莉和老媽第一次見面。
馬修因為自己的母親上傳一張他拿著香蕉審判兒子的照片宣告他當上法官而惶恐不已，和鄰座的妲芬妮一起被趕下飛機，兩人最後一同驅車趕回紐約。到了紐約後，馬修帶著馬文轉乘巴士到長島，但巴士半路拋錨，馬修突發奇想決定走過去，就在他快要累倒在路上時，剛好有一名女子驅車經過，讓他搭了便車，那是馬修第一次見到老媽。
巴尼在安慰羅賓母親不能出席時，回憶起他為何接受這個『讓愛上他』的挑戰，因為他在商店遇到一名女子，該女子鼓勵他去追回羅賓，原來巴尼早在婚禮前半年就已經遇見過老媽了。
羅賓的母親最終趕上，但她讓羅賓發現自己可能選擇了一個跟自己父親一樣的人而大為惶恐，再加之她遺失的祖母的項鍊是泰德找到而不是巴尼，但巴尼面不改色的欺騙她，她開始對自己是否能嫁給巴尼感到猶豫，羅賓把泰德鎖在新娘房裡自己逃出來，意外的撞倒了正在準備的老媽，羅賓第一次見到老媽就把她撲倒在地，老媽告訴羅賓做三個深呼吸一切都會變好，三個深呼吸後，巴尼出現向羅賓起誓，自己永遠都不會欺騙她，並承認泰德才是找到項鍊的人，羅賓終於放心的走入婚姻。
23、24集大結局為同天播出，羅賓和巴尼在三年後離婚。 由泰德和兒女的對話揭露，整個故事是泰德在述說他有多愛羅賓，此時泰德的妻子已經過世六年了。回應到第一季第一集，泰德帶著藍色的法國號到羅賓家樓下，羅賓和養著的狗狗們一起迎接他。

## 外傳

### 衍生剧
2013年11月15日，CBS及电视剧的制作商20世纪福克斯电视宣布其将会制作《我是如何遇见你们父亲的》（How I Met Your Dad），电视剧的女性中心版本。两部电视剧将通过主要场景所连系。